# Chosun Development and Investment Fund
Le "Chosun Development and Investment Fund" est un fonds d'investissement britannique en Corée du Nord, basé à Londres, créé et géré par Anglo-Sino Capital Partners.
Le conseiller en placement du fonds, Colin McAskil, directeur de Anglo-Sino et président de Koryo Asia, a noué des relations commerciales avec la Corée du Nord depuis les années 1970. Il a notamment négocié avec les banques étrangères, pour le compte de la Corée du Nord, la restructuration de la dette nord-coréenne à hauteur de 900 millions de dollars, en 1987.
Le fonds d'investissement a fait part, en 2006, de son intention d'investir à hauteur de 50 millions de dollars en Corée du Nord (puis de porter ce montant à 100 millions de dollars), et plus particulièrement dans le secteur minier (fer, cuivre, plomb, zinc, molybdène, or, nickel, manganèse, tungstène, anthracite et lignite).

## Sources
- Article du Korea Times, en date du 30 mai 2006